# Za wszelką cenę (wenezuelska telenowela)
Za wszelką cenę (hiszp. Aunque me cueste la vida) – wenezuelska telenowela wyemitowana w latach 1998-1999 przez RCTV. W rolach głównych Carlos Montilla i Roxana Diaz.

## Wersja polska
W Polsce serial był emitowany od lipca 2001 roku po dwa odcinki po około 20 minut, liczył zatem 252 odcinki. Emitowany był w paśmie wspólnym TV lokalnych.

## Obsada
- Carlos Montilla – Vicente
- Roxana Diaz – Teresa
- Catherine Correia – Julia
- Winston Valenilla – Pedro Armando
- Franklin Virguez – Teofilo
- Julie Restifo – Belgica Michelena
- Gledys Ibarra – Porcia
- Carlota Sosa – Blanca
- Nacarid Escalona – Elida
- Juan Carlos Alarcon – Modesto
- Margarita Hernandez – Virgilia
- Ricardo Bianchi – Edmundo
- Leonardo Marrero – Manuel
- Manuel Escolano – Hipolito
- Oswaldo Mago – Evaristo
- Jennifer Milano – Ana Margarita
- Waleska Castillo – Rosaluna
- Alfonso Medina – Polonio
- Luis Gerardo Nunez – Alejandro
- Dalila Colombo – Martirio
- Dad Dager – Fanny
- Beatriz Fuentes – Isaura